# فيتو ريجاناس
فيتو ريجاناس (بالإنجليزية: Vyto Ruginis)‏ هو ممثل أمريكي، ولد في 17 أبريل 1956 في المملكة المتحدة.

## أعمال

### أفلام
- (1993) نهاية مشوقة[3][4][5]
- (1997) محامي الشيطان[6]
- (2001) السرعة والغضب[7]
- (2011) كرة المال[8]

## وصلات خارجية
- فيتو ريجاناس على موقع IMDb (الإنجليزية)
- فيتو ريجاناس على موقع ألو سيني (الفرنسية)
- فيتو ريجاناس على موقع أول موفي (الإنجليزية)
- فيتو ريجاناس على موقع قاعدة بيانات الأفلام السويدية (السويدية)
- فيتو ريجاناس على موقع إن إن دي بي (الإنجليزية)
- فيتو ريجاناس على موقع قاعدة بيانات الفيلم (الإنجليزية)
- فيتو ريجاناس على موقع كينوبويسك (الروسية)